# 帆春
帆春（ほはる、1994年3月12日 - ）は、日本のグラビアアイドル、タレント。大阪府出身。過去にはジールアソシエイツに所属していた。Iカップのバストを持つ。目標としているタレントは壇蜜。